# Емма Клайн
Емма Клайн — американська письменниця та прозаїк з Каліфорнії.  У 2016 році вона опублікувала свій перший роман «The Girls», який отримав позитивні відгуки. Книга потрапила до шорт-листа Премії Джона Леонарда від Національного гуртка критиків книжок  і премії Center for Fiction’s First Novel Prize.  Її збірка оповідань «Daddy» була опублікована у 2020 році, а другий роман, «The Guest», вийшов у 2023 році. Її оповідання публікувалися в Нью-Йоркер, Tin House, Гранта та The Paris Review . У 2017 році Клайн була названа однією з найкращих молодих американських прозаїків за версією Granta, а Форбс назвав її однією зі своїх «30 Under 30 у медіа». Вона є лауреатом премії Плімптона і була нагороджена стипендією Ґуґґенгайма.

## Життя і кар'єра

### Особисте життя
Клайн, народжена у 1989 році, виросла в окрузі Сонома, Каліфорнія.  Вона була другою з семи дітей у своїй родині.  Після закінчення Академії Сонома у 16 років, Клайн вступила до коледжу Міддлбері, де вивчала мистецтво.  У перший рік отримала премію за своє коротке оповідання «What is Lost».  Після закінчення коледжу, Клайн вступила до Колумбійського університету, де, у 2013 році, отримала ступінь магістра образотворчих мистецтв.  Під час навчання в Колумбійському університеті написала «Marion», який був опублікуваний у літньому випуску The Paris Review 2013 року. Рік потому, The Paris Review нагороди Клайн своєю щорічною премією Плімптона за цю саму роботу.  Відтоді її роботи публікувалися у численних журналах. 

### The Girls

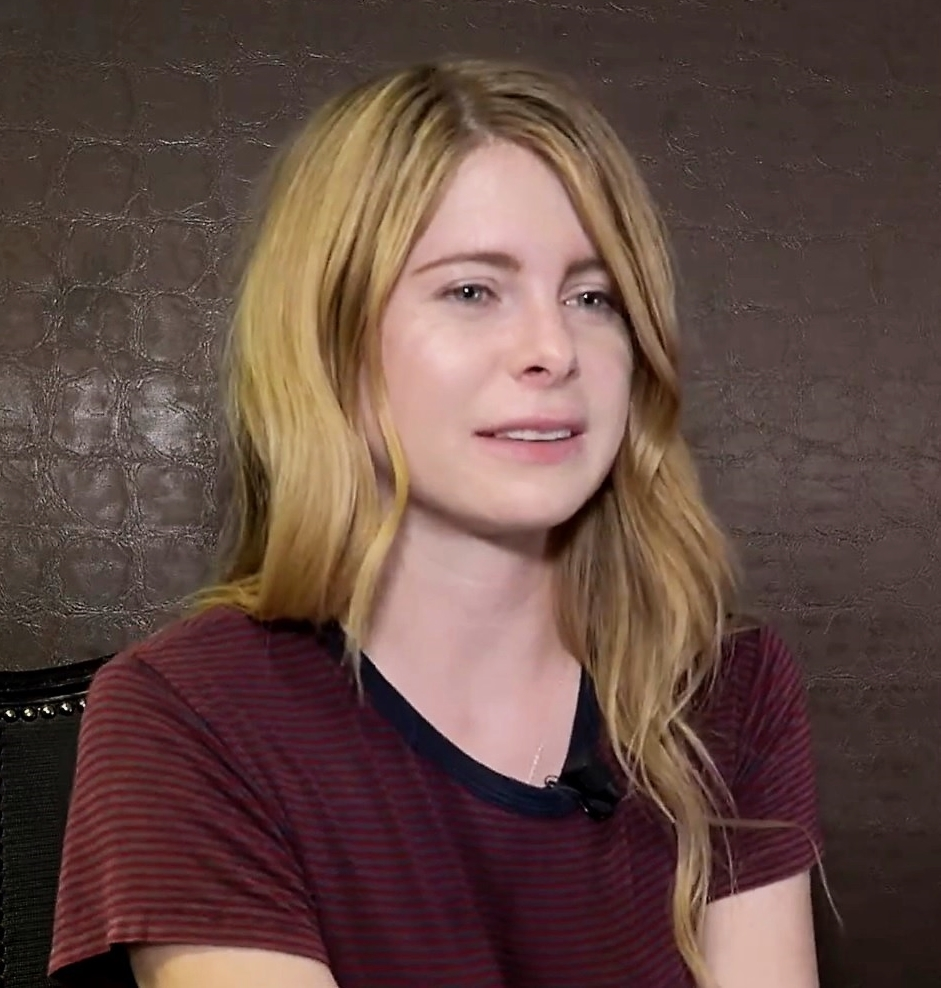
Клайн розповідає про The Girls, 2016 рік

Перший роман Клайн «The Girls» був опублікований у 2016 році видавництвом Random House.  Вони запропонували їй аванс у розмірі 2 мільйонів доларів, перевершивши пропозиції 11 інших видавництв.  Американський кінопродюсер Скотт Рудін придбав права на екранізацію книги незадовго до того, як її придбало видання Random House.  Роман частково заснований на культі Чарлза Менсона та вбивствах кінця 1960-х років. Історія розповідається від перспективи 14-річної дівчинки Еві Бойд, чиє дитинство змінюється після знайомства з культом. Доросла Еві розмірковує про свої вчинки в дитинстві, порушуючи питання про те, що означає дорослішати дівчинкою та як несправедливість у світі може призвести до жахливого насильства.  Хоча Клайн славиться своїми описовими здібностями та увагою до гендерних структур, критики також кажуть, що культова обстановка здається непотрібною для роману і дає фіналу відчуття незавершеності.  Незважаючи на це, книга була добре сприйнята широкою публікою і три місяці залишалася у списку бестселерів Нью-Йорк таймс.  У 2016 році отримала премію Ширлі Джексон за найкращий роман.  Виробництво фільму за романом знаходиться на стадії розробки.

### Daddy
Збірка оповідань Клайн «Daddy» була опублікована у 2020 році видавництвом Random House.  Нью-Йорк таймс назвали Клайн «дивовижно обдарованим стилістом». 

### The Guest
У травні 2023 року ексклюзивний уривок із другого роману Клайна «The Guest» з’явився у журналі Vogue.  Книга була опублікована видавництвом Random House 16 травня 2023 р.  Нью-Йорк Таймс написали, що роман «можна читати як розважальну низку невдалик витівок, перериваючих літні канікули вищого класу, але під керівництвом Клайн, кожне речення є гострим, як скальпель, а жінка, балансуюча між статусом бажаного і небажаного гостя, перетворюється на дестабілізуючу силу».  Клайн зазначила, що під час написання роману вона була частково натхнена коротким оповіданням Джон Чівера «The Swimmer».  «The Guest» став національним бестселером і потрапив у довгий список премії PEN/Faulkner.

### Інша діяльність
Разом із Пітером Мендельсундом, Клайн є співзасновником Picture Books, що є імпринтом галереї Gagosian. Вони опублікували роботи Оттесси Мошфег, Джой Вільямса, Персіваля Еверетта, Лідії Міллет і Сема Ліпсайта . 
У лютому 2017 року колишній хлопець Клайн, Чаз Рінц-Лайоло, висунув проти неї звинувачення у плагіаті, які в результаті були відхилені суддею. Рінц-Лайоло заявив, що Клайн, без його згоди, встановила шпигунську програму на його комп'ютер, щоб читати його особісти роботи та імейли. Він вимагав компенсації та погрожував подати до суду публічний позов, який би містив сексуально відверті зображення та текстові повідомлення Емми Клайн.   Клайн подала зустрічний позов, стверджуючи, що шпигунська програма була для її власного захисту, оскільки Рітц-Лайоло був фізично та емоційно насильницьким, і також зазначила, що схожість між роботами Рітц-Лайоло і «The Girls» є мінімальною.   Random House виступили з заявою у підтримку Клайн.  У червні 2018 року, позов Рітц-Лайоло був відхилений суддею Вильямом Орріком із забороною на повторне подання. Суддя зазначив: «Обидві історії є свого роду розповідями про дорослішання, втім вони значно відрізняються в деталях, обсязі та структурі» і назвав поведінку адвокатів Рітц-Лайоло «надзвичайно образливою». 

## Нагороди
- 2014 Премія Плімптона [22]
- 2016 Премія Ширлі Джексон [23]
- 2017 Найкращі молоді американські прозаїки, Granta [24]
- 2021 Премія О. Генрі [25] Премія О. Генрі
- 2024 Стипендія Ґуґґенгайма. [26]

### Книги
- The Girls. Random House. 2016. ISBN 978-0-8129-9860-3.
- Daddy: Stories. Random House. 2020. ISBN 978-0-8129-9864-1.
- The Guest. Random House. 2023. ISBN 978-0-8129-9862-7.

### Коротка проза
- Perseids. Tin House. Т. 7, № 4. Summer 2006.
- Marion. The Paris Review. № 205. Summer 2013.
- Arcadia. Granta. 13 липня 2016.
- Northeast Regional. The New Yorker. 3 квітня 2017.
- Los Angeles. Granta. 25 квітня 2017.
- What Can You Do with a General. The New Yorker. 28 січня 2019.
- Son of Friedman. The New Yorker. 24 червня 2019.
- The Nanny. The Paris Review. № 231. Winter 2019.
- White Noise. The New Yorker. 1 червня 2020.
- The Iceman. The New Yorker. 16 серпня 2021.
- Certain European Movies. The New Yorker. 25 серпня 2022.

### Твори
- See Me. The Paris Review. 17 березня 2014.
- The Corrupted American Innocence of Archie Comics. The New Yorker. 7 липня 2016.
- Fleeing the Fires in Sonoma County. The New Yorker. 13 жовтня 2017.
- The Drive Home. The New York Times. 14 листопада 2017.
- Haunted House. The New Yorker. 5 липня 2021.
- The Erl-King. Granta. № 161. 17 листопада 2022.

### Антології
- Найкращі американські оповідання 2020
- Найкращі американські оповідання 2018
- Найкращі американські оповідання 2017
- Непрофесіонали: Нове американське письмо від The Paris Review